# Camden (Alabama)
Camden város az USA Alabama államában. Lakosainak száma 1927 fő (2020. április 1.).

## Népesség
A település népességének változása:
| Lakosok száma | 2257 | 2020 | 1927 |
|               | 2000 | 2010 | 2020 |